# 布洛希思之役
布洛希思之役（Battle of Blore Heath）是薔薇戰爭中的第一場主要戰役，爆發於1459年9月23日，斯塔福德郡的布洛希思。這場戰役雖然不是決定性的一次，但已為英國的內戰揭幕。

## 背景
在第一次聖亞班士城之役後，亨利六世再次遭受精神病，作為攝政王的約克公爵(理查·金雀花，第三世約克公爵)在理事會(甚至在亨利康復後)擁有決定性的發言權。這導致衝突重新出現，特別是關於繼承王位的問題，瑪格丽特王后拒絕接受任何剝奪她兒子的繼承權的方案，明顯地只要約克公爵和他的同盟保持軍事優勢才可令她屈服。至於民心方面，倫敦的人民因為貿易衰退和政局混亂而討厭亨利和瑪格丽特，相反他們在英格蘭中部則更受歡迎，故亨利在1456年出巡前往當地，並在考文垂建立朝廷。
那時，新的索默賽特公爵亨利·蒲福接了他父親（埃德蒙·蒲福）的班，成為朝廷上的寵臣。瑪格丽特也說服亨利解除約克的職位，約克被迫返回在愛爾蘭的據點。
但是，首都仍舊動亂，約克的同盟沃里克伯爵（綽號「國王製造者」）在倫敦越來越受歡迎，再加上南海岸線的海盜活動日益惡化，王后為此第一次在英格蘭引入了徵兵制。1459年9月23日，約克從愛爾蘭歸來，努力爭取反對國王和貴族的支持。
為了組織軍力，理查·內維爾（Richard Neville）率其軍隊從約克郡的米德勒姆城堡(Middleham castle)前往什羅普(Shropshire)的魯德婁城堡（Ludlow Castle），亦即是約克軍主力的所在地。瑪格丽特知道後，派James Touchet阻止他們。

## 戰役

### 部署
Touchet選在斯塔福德郡（Staffordshire）的布洛希思(Blore Heath)埋伏下來。1459年9月23日，6,000至12,000名蘭開斯特軍守在(布洛希思西南面)最有利防禦的“大樹籬”後方，因為那裡大得可以讓大軍扎營，又可以阻擋敵人視線。而且幾無人煙的布洛希思只有樹木和適於耕種的泥土，並非有利作戰的土地，蘭開斯特軍的騎兵只要發動一次攻擊就能夠擊破敵軍。
而內維爾麾下的約克軍正向杜雷頓市場(Market Drayton)推進，中途要經過布洛希思的林地(woodland)，正是蘭開斯特軍準備突擊他們的地方。3至6,000名約克軍已經進入林地，兩軍相距300米。不過約克軍的斥候發現了樹籬後的蘭開斯特軍軍旗，趕忙向內維爾匯報。
此時的約克軍不能繞道向西推進，因為中間的漢比彌爾河(Hempmill Brook)十分寬闊，水流亦急；亦不能繞道向東推進，因為那裡的樹木多而茂盛。內維爾遂決定立即重整軍隊的陣形與蘭開斯特軍對峙，同時盡可能遠離蘭開斯特軍的弓箭手。他吩咐軍隊在忒河邊(前線)和後方(以防有其他蘭開斯特軍偷襲)建立防禦工事；又吩咐運貨馬車圍成臨時營地 (laager)以確保右翼的安全。其後，約克軍都收到命令要吻土地，因為布洛希思很可能會是他們的葬身之地。
即使兩軍在布洛希思廝殺，此役應不會是決定性的一次，但已經足以把談判的機會大大減低，從而為英國的一次內戰揭幕。

### 戰鬥
中世紀的一條戰規要求作戰雙方的指揮官在交戰前談判。但蘭開斯特軍和約克軍顯然認為此舉不再重要，故一開戰就是雙方的弓箭手互相攻擊。他們用的是曾經消滅法國騎兵的長弓，但由於兩軍相距太遠，傷亡人數不高。至於大砲亦遇上同樣的情況。
為了吸引蘭開斯特軍主動出擊，內維爾製造假象，令蘭開斯特軍誤以為約克軍正要撤離。果然有部分上了當的蘭開斯特軍不聽指示就自行走出大樹籬，嘗試渡河和穿過泥濘的斜坡。此時的約克軍把握機會轉身攻擊行動不便的蘭開斯特軍，逼使他們撤退回大樹籬後方。
Touchet心有不甘，下令騎兵推進，並成功渡了河，但最後Touchet為Sir Roger Kynaston所殺，騎兵進攻宣告失敗。Lord Dudley成了蘭開斯特軍的指揮，鑑於騎兵無法擊破敵軍，他決定派4,000名步兵前進。雙方打了近30分鐘的肉搏戰，蘭開斯特軍因為後無援兵而被迫撤退；而有的蘭開斯特軍人更借機投靠約克軍。
蘭開斯特軍大勢已去，撤退時更一路被約克軍屠殺；戰事持續了一個下午，但在黃昏時仍有零星的戰鬥。蘭開斯特軍共失去了2,000人；約克軍共失去了1,000人。

### 戰後
戰敗的蘭開斯特軍主力撤退到十哩外的阿克勒肖(Eccleshall)與國王的軍隊會師；內維爾則因為仍然擔心有其他蘭開斯特軍偷襲而繼續前往什羅普的魯德婁城堡。他按照計劃先到杜雷頓市場扎營過夜，然後命修士連夜開砲轟炸戰場，希望可以阻嚇“其他蘭開斯特軍”。
次日清晨，國王與王后率領大軍趕到，但戰場只餘下遺棄的軍營、死屍和修士。